# توريس دي سانتا كروث

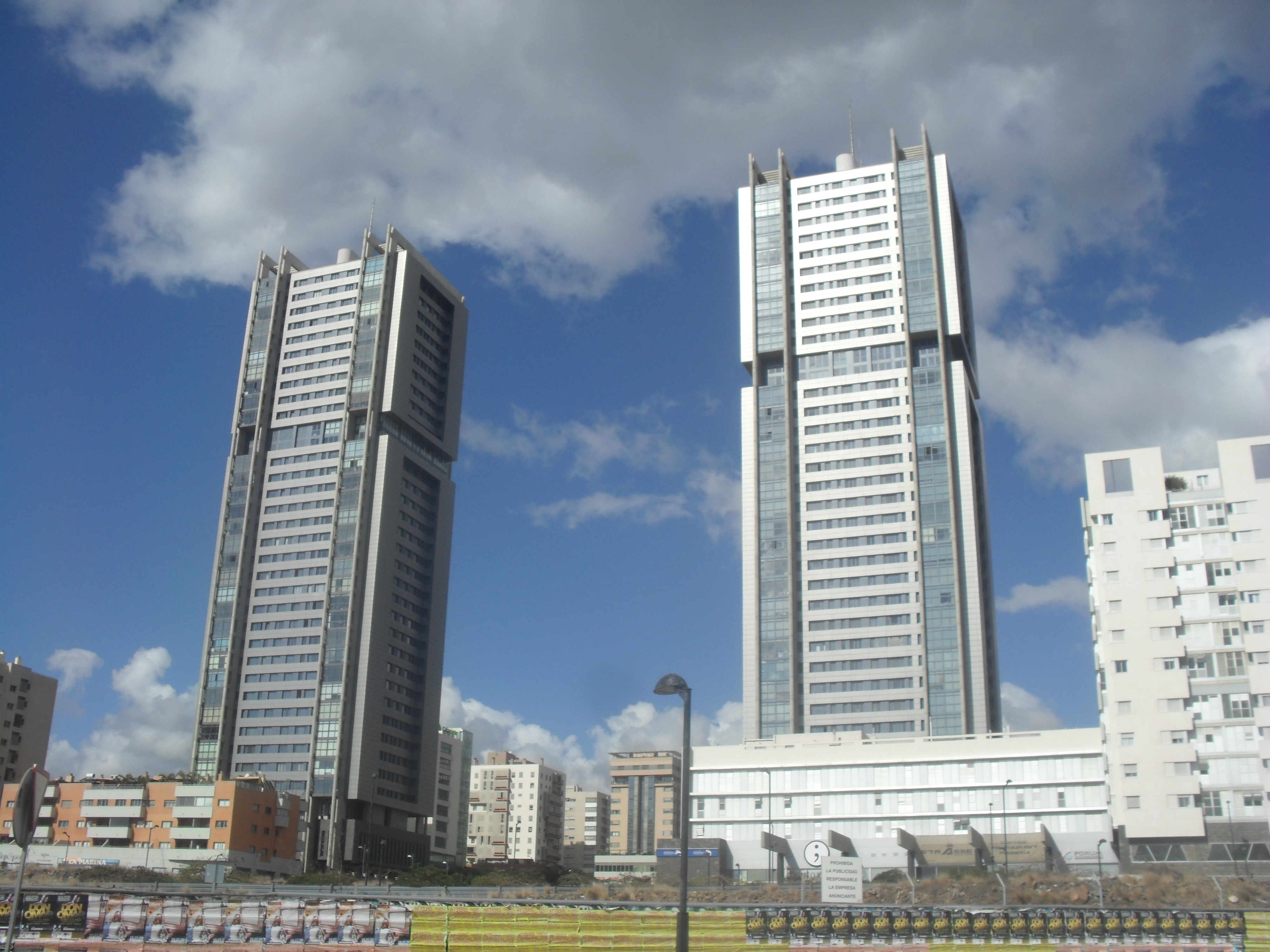
توريس دي سانتا كروث

توريس دي سانتا كروث (Torres de Santa Cruz)، هو مجمع سكني يتكون من برجين توأمين يقعان في مدينة سانتا كروز دي تينيريفه (جزر الكناري، إسبانيا). تم تصميمها من قبل المهندس المعماري جوليان فالاداريس، بني البرجان في الفترة من 2004-2006.
يبلغ ارتفاع المجمع السكني 120 مترًا (390 قدمًا) بدون الهوائي، وهو بذلك يعتبر أطول ناطحة سحاب في جزر الكناري وأطول مبنى سكني في إسبانيا حتى عام 2010. يعد البرجان أيضًا أطول برجين توأمين في إسبانيا، ويعتبران جنبًا إلى جنب مع قاعة استماع تنريف القريبة أحد أفضل رموز التنمية الاقتصادية لجزر الكناري. 